# Nataniel Reis
Nataniel de Jesus Reis (* 25. März 1995 in Dili, Osttimor), auch in der Schreibweise Nataniel Reis oder kurz Nataniel bekannt, ist ein osttimoresischer Fußballspieler auf der Position des Defensiven Mittelfelds. Er ist aktuell für den Hauptstadtklub Karketu Dili und die osttimoresische Fußballnationalmannschaft aktiv.

## Karriere

### Verein
Reis begann seine Profikarriere im Jahr 2014 im Verein FC Porto Taibesse in der damals erstklassigen Super Liga. Für den Verein blieb er bis 2016 aktiv, konnte jedoch keine Erfolge verzeichnen. Im Januar 2016 wechselte er innerhalb der Liga zum Stadtrivalen Boavista FC (damals noch unter den Namen Carsae FC). In seiner Debütsaison wurde er mit den Verein Dritter der osttimoresischen Meisterschaft. Ein Jahr später gewann Reis mit dem Double aus Meisterschaft und dem Supertaça seine ersten Vereinstitel. In der Saison 2019 wurde er osttimoresischer Vizemeister und scheiterte mit den Verein erst im Halbfinale des Taça 12 de Novembro gegen die Mannschaft Sport Laulara e Benfica 5:4 nach Elfmeterschießen. 2020 platzierte er sich, wie in seiner Debütsaisaison, auf dem dritten Platz der Meisterschaft. Anfang Januar 2021 wechselte er zum Ligakonkurrenten Lalenok United, für den er bis zum 5. November 2021 aktiv blieb. Ab November stand er im Kader des Hauptstadtklubs Karketu Dili und wurde am Ende der Saison zum zweiten Mal osttimoresischer Meister.

### Nationalmannschaft
Sein Debüt für die osttimoresische Fußballnationalmannschaft gab Reis am 11. November 2014 im Freundschaftsspiel gegen die Auswahl von Indonesien. Er nahm an mehreren Qualifikationsspielen zur Fußball-Weltmeisterschaft (2018) und den Südostasienmeisterschaften (2016, 2018) teil, konnte jedoch keine nennenswerten Erfolge erzielen. In der Qualifikation zur Asienmeisterschaft 2019 scheiterte er mit der Mannschaft in den Playoffs gegen die Auswahl von Malaysia mit 6:0 nach Hin- und Rückspiel. Auch die zweite Runde der Playoffs gegen die Mannschaft aus Taiwan verlor er mit dem Gesamtergebnis von 2:4. Seinen bisher letzten Einsatz im Trikot der Nationalelf absolvierte Reis am 19. Oktober 2008, im Rahmen der Qualifikation zur Südostasienmeisterschaft 2018 gegen Singapur. Das bisher einzige Länderspieltor seiner Karriere erzielte er am 17. November 2018 im Spiel gegen die Philippinen, wo er in der 73. Minute einen Elfmeter verwandelte.

### Erfolge
Verein
- Osttimoresischer Meister: 2018, 2021
- Osttimoresischer Supercup: 2018